# ImpEx
ImpEx es un sistema de exportación e importación de datos, además de ser un formato de ficheros, creado por el equipo de la Plataforma Hybris. Los ficheros .ImpEx siguen la estructura del formato CSV, sin embargo, además de listas de datos pueden contenter sentencias de importación y exportación, definiciones de macros, comentarios e incluso llamadas a procedimientos del sistema. Se usa en gran medida para el intercambio de datos, características o configuraciones entre distintas aplicaciones, también es usado por el desarrollador para interactuar con la plataforma.

## Ejemplo
Un ejemplo de impex sencillo para una importación es el siguiente:
```
insert_update Address; nombre; país; provincia; ciudad; calle; número; puerta
;Marcos;España;Cataluña;Gerona;C\Calle genérica;1;A

```

Dónde "Address" es el tipo de datos y lo que sigue sus propiedades, la segunda fila describe, en orden, el valor que se asignará a cada propiedad.